# Wikipédia em espanhol
A Wikipédia em língua espanhola ou Wikipédia em língua castelhana é a versão da Wikipédia no idioma castelhano e todas as suas variantes pelo mundo. É uma das línguas mais faladas no mundo (especialmente na América). A Wikipédia castelhana tem crescido muito nos últimos meses e anos, chegando a ter mais de 2 018 445 artigos, sendo a 9ª maior neste critério, e contando com mais 6 milhões de usuários.

## Distribuição dos usuários

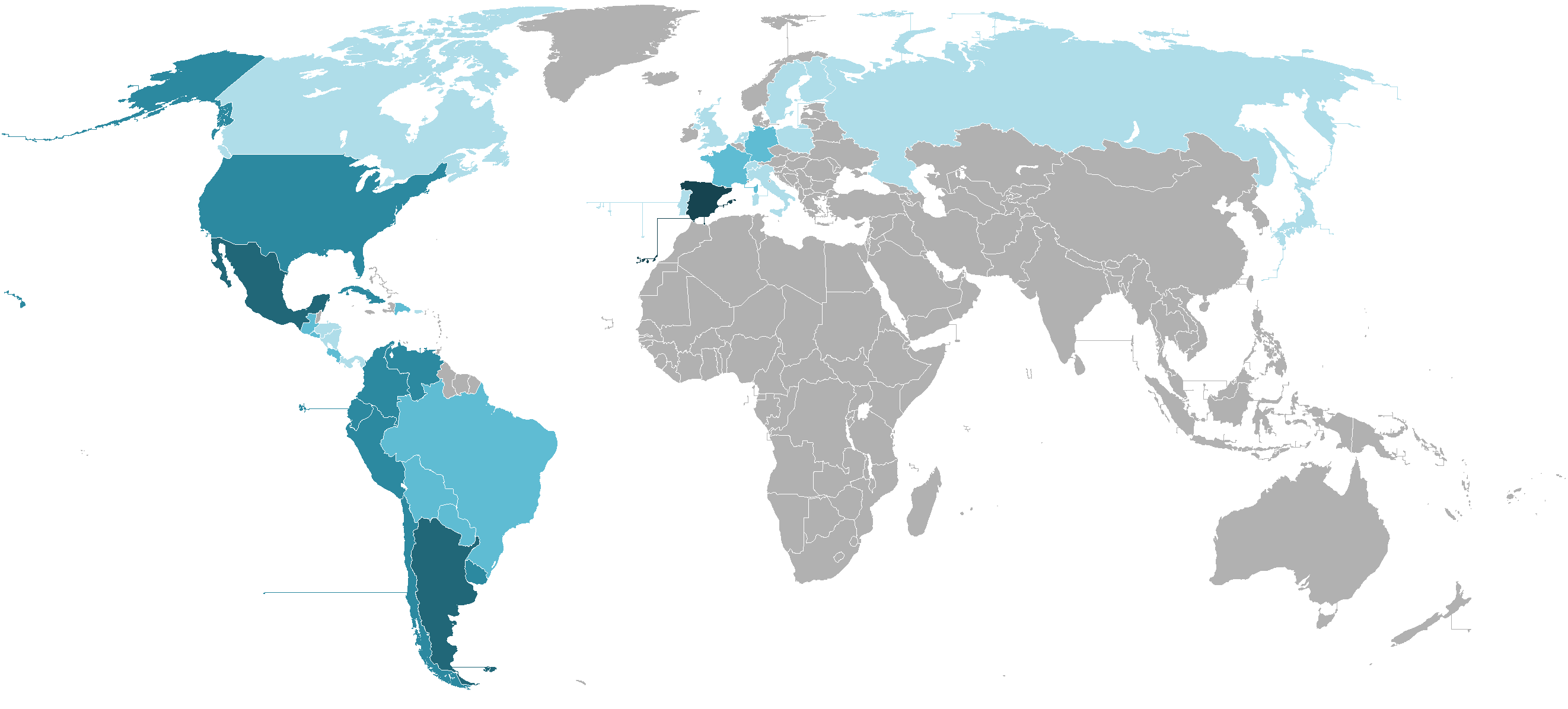
Usuários da Wikipédia espanhola por países com mais de 10 usuários.

Os países com mais usuários da wikipédia espanhola são a Espanha e a Argentina, os Estados Unidos são o país não castelhano com mais usuários dessa Wikipédia.
| País           | Usuários |
| -------------- | -------- |
| Espanha        | 2 554    |
| Argentina      | 1 136    |
| México         | 1 014    |
| Chile          | 905      |
| Colômbia       | 501      |
| Peru           | 384      |
| Venezuela      | 351      |
| Uruguai        | 204      |
| Cuba           | 164      |
| Estados Unidos | 154      |
| Equador        | 109      |
| Outros         | 1 172    |